# Eduardo Riestra
Eduardo Riestra es traductor, novelista, editor y cofundador de Ediciones del Viento, junto a Inés de la Peña.  Nació en La Coruña en 1957.  Fundaron la editorial en 2003.
Ha sido miembro del jurado del Premio Ciudad de Salamanca de Novela, y miembro de la junta directiva de la Asociación de Editores de Madrid.  Escribe una columna dominical en La Voz de Galicia, y es docente de literatura.
Tradujo en 2018 La sabiduría de la jungla (1953) de Jim Corbett.
Es autor de la novela El negro de Vargas Llosa (2023), publicada por la editorial Pepitas de calabaza, de Logroño, y que es ficción sobre cómo un negro habría escrito El héroe discreto.

## Vida personal
El abuelo de Eduardo Riestra resulta haber sido tío de Camilo José Cela.  Su hermana es la autora coruñesa Blanca Riestra; en cambio, el argentino Jorge Riestra, publicado por Ediciones del Viento, no es pariente relacionado.

## Premios
- Premio comunicación de la Sociedad Geográfica Española de 2017.[4]